# Ukryte do wiadomości
Ukryte do wiadomości, UDW (ang. blind carbon copy, BCC); do wiadomości, DW (ang. carbon copy, CC) – funkcja poczty elektronicznej, umożliwiająca wysłanie wiadomości do wielu odbiorców naraz. Pole UDW pozwala na wysyłkę wiadomości w taki sposób, że odbiorcy nie widzą wzajemnie swoich adresów. UDW jest zalecanym sposobem wysyłki do większej liczby odbiorców, zapobiegającym ujawnieniu w niektórych przypadkach danych wrażliwych (możliwości skojarzenia osób i firm z daną instytucją oraz wysyłki niechcianej poczty przez współadresatów).
Do: w tym polu umieszczany jest adres odbiorcy wiadomości
DW: w tym polu można umieścić adresy, na które wiadomość również ma dotrzeć (odbiorca widzi to pole)
UDW: w tym polu można umieścić adresy, na które wiadomość również ma dotrzeć, ale nikt poza nadawcą nie widzi jego zawartości